# أحمد الحزنوي
أحمد إبراهيم الحزنوي الغامدي (11 أكتوبر 1980 - 11 سبتمبر 2001) سعودي وأحد أربعة خاطفين لطائرة يونايتد ايرلاينز الرحلة رقم 93 كجزء من هجمات 11 سبتمبر ايلول.
تدرب الحزنوي في أفغانستان بعد مغادرته للقتال في الشيشان في عام 2000. وصل إلى الولايات المتحدة في يونيو 2001 تحت إشراف تنظيم القاعدة لشن هجمات بتأشيرة سياحية.
استقر في ولاية فلوريدا وفي 11 سبتمبر 2001، استقل طائرة يونايتد ايرلاينز الرحلة رقم 93 وساعد في خطف الطائرة التي تحطمت في حقل في شانكسفيل بولاية بنسلفانيا